# 알도 모로 납치 사건

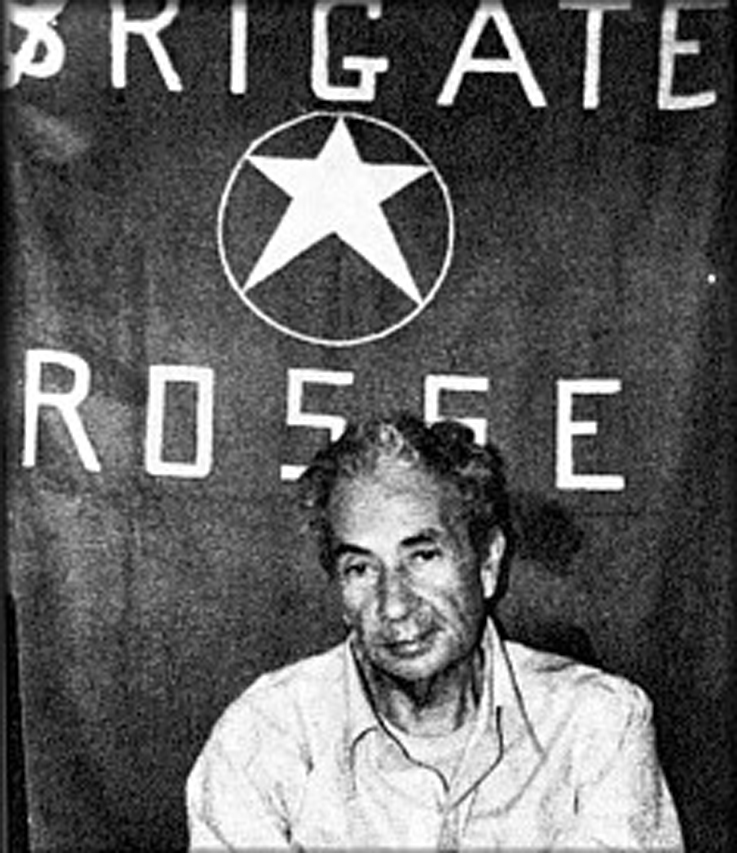
수감 중인 알도 모로

알도 모로 납치 사건은 1978년 3월 16일 붉은 여단 소속의 무장한 테러리스트 4명이 로마에서 알도 모로 전 총리를 납치, 살해한 사건이다.

## 배경
알도 모로는 전후 이탈리아 총리 중 재임기간이 가장 긴 인물로 1963년부터 1976년까지 5차례 총리직을 역임했다. 1978년 기독교 민주당과 경쟁 관계에 있는 이탈리아 공산당의 연정을 제안했다. 이른바 역사적 타협이라고 불리는 사건으로 이탈리아 좌우 정계 인사 모두가 분노했다. 하지만 모로는 여전히 사람들의 사랑을 받아 그해 선거에서 승리를 거두고 한 번 더 총리직에 올랐다. 붉은 여단은 극좌파 테러리스트 조직으로 폭탄 테러나 암살, 납치를 통해 이탈리아에서 공산주의 혁명을 시작하고자 희망했다. 레나토 쿠르치오 같은 붉은 여단 창설 대원들이 체포되자 붉은 여단은 사람들에게 인기를 끄는 모로를 다음 목표물로 삼았다.

## 사건 전개
1978년 3월 16일 붉은 여단 소속의 무장 테러리스트 4명이 로마에서 알도 모로가 탄 차를 공격했다. 자동 소총으로 모로를 경호하는 차를 향해 91발을 쐈다. 경호원과 경찰관이 총알 40여 발을 맞고 모두 사망했다. 테러리스트가 총구를 들이대고 모로를 산 채로 납치했다. 납치 일주일 후 붉은 여단이 자신들이 모로를 납치한 당사자라고 주장하며 자신들의 요구가 충족되지 않으면 모로를 살해하겠다고 위협했다. 이탈리아 정부는 많은 논란 끝에 결정을 내리고 단호하게 협상을 거부했다. 특히 이탈리아 공산당은 테러리스트와의 관계를 부정하고 만약 테러리스트의 요구를 수용한다면 연정에 참여하지 않을 것이라고 선언했다. 모로가 자신의 목숨을 구하기 위해 직접 정부에게 탄원했다. 모로의 가족, 지지자, 심지어 교황 바오로 6세까지 나섰다. 경찰이 모로를 찾으려고 이탈리아 전국을 샅샅이 뒤지는 동안 테러리스트의 용의자 수백 명이 체포됐으나 모로의 행방에 대한 단서는 아무것도 나오지 않았다.
4월 15일 붉은 여단이 모로에게 사형을 선고한다고 발표했다. 자신이 죽을 것을 안 모로가 아내에게 마지막 편지를 보냈다. 위급한 순간 버림받은 모로는 기독교 민주당 인사는 어느 누구도 자신의 장례식에 참석하지 말라고 요구하기도 했다. 이틀 뒤인 1978년 5월 9일 모로가 붉은 여단 지도자 마리오 모레티에게 살해됐다. 익명의 제보자 덕분에 경찰이 로마 역사지구 근처에 주차된 트럭 안에서 총에 맞아 벌집이 된 모로의 시신을 발견했다. 모로는 심장에 총알을 11발이나 맞았다.

## 영향
모로의 사망으로 더 많은 테러리스트 용의자가 구금됐다. 사건의 경위와 결과로 곤경에 처한 이탈리아 정부가 1980년 모로 살인범에 책임이 있는 사람을 체포하기 위한 새로운 조치를 발표했다. 이탈리아 정부는 정보원, 즉 "잘못을 뉘우치고" 이전까지 함께한 조직원을 고발하기로 마음먹은 사람에게 더 낮은 형량을 부과하는 법안을 도입했다. 새로운 조치에도 불구하고 모로의 처형을 뒤에서 지휘한 것으로 보이는 인물은 1981년 4월까지 체포되지 않았다. 마리오 모레티는 이탈리아 북부 전역에서 실시된 대규모 소탕작전 기간 동안 밀라노와 파비아 사이에 있는 한 농장에서 체포되었다. 모레티는 그동안 저지른 범죄로 6회 종신형을 선고받았다.

## 같이 보기
- 올로프 팔메 암살 사건
- 10월 위기